# تشارلز ستوكس (سياسي)
تشارلز ستوكس هو محامي وقاضي وسياسي أمريكي، ولد في 1 فبراير 1902 في فريدونيا في الولايات المتحدة، وتوفي في 25 نوفمبر 1996 في سياتل في الولايات المتحدة. نشط حزبياً في الحزب الجمهوري. وقد انتخب عضو مجلس نواب واشنطن ‏.

### أوائل حياته
ولد ستوكس بفريدونيا، و ترعرع ببرات. التحق بمدرسة مهنية بتوبيكا بعدما ترك الدراسة لعدة سنوات، ثم عاد لبرات لإكمال دراسته الثانوية.
```
خلال دراسته 
بجامعة كنساس
، اشتغل كقيم بمنزل 
أخوية
 إلى جانب عمله بفرقة رقص ليعيل نفسه.
[
4
]
```

بعد تخرجه سنة 1931 من مدرسة القانون بجامعة كنساس، قام بفتح مكتب محاماة بليفنورث، و في أواخر الثلاثينات تم تعيينه كمحامي مساعد للجنة كنساس للدخل و الضرائب بتوبيكا، إلى غاية انتقاله سنة 1943 لسياتل ليمارس هنالك القانون.